# Grand Prix automobile de Long Beach 2019
Navigation
Édition précédente Édition suivante
Le Grand Prix automobile de Long Beach 2019 (officiellement appelé le 2019 BUBBA Burger Sports Car Grand Prix at Long Beach) a été une course de voitures de sport organisée sur le circuit urbain de Long Beach en Californie, aux États-Unis, qui s'est déroulée le 13 avril 2019 dans le cadre du Grand Prix de Long Beach. Il s'agissait de la troisième manche du championnat WeatherTech SportsCar Championship 2019 et seules les catégories Daytona Prototype international et GT Le Mans y ont participé. Après avoir disputé les deux épreuves les plus longues du championnat, les 24 Heures de Daytona et les 12 Heures de Sebring, les écuries ont participé à la course a été la plus courte du championnat WeatherTech SportsCar Championship 2019.

## Circuit

Circuit urbain de Long Beach

Le Grand Prix automobile de Long Beach 2018 se déroulent sur le Circuit urbain de Long Beach situé en Californie. Il s'agit d'un circuit automobile temporaire tracé dans les rues de la ville de Long Beach. Du fait de sa situation urbaine et en bord de mer, le circuit a été surnommé par les médias « Monaco of the West » (« Le Monaco de l'ouest »), en référence au célèbre circuit de Monaco.

## Contexte avant la course
D'un point de vue performance, la Balance de Performance (BOP) a été ajustée pour cette course, nous avons doncː

- Les Acura ARX-05 seront 20 kg plus légères et auront le boost du turbo augmenté dans les tours moyens à élevés,

- la Nissan Onroak DPi aura également le boost du turbo augmenté dans les tours moyens à élevés,

- Les Mazda RT24-P auront le boost du turbo réduit dans les tours moyens à élevés mais seront également 5 kg plus légères,

- Les Cadillac DPi-V.R seront 10 kg plus lourdes,

- Les Porsche 911 RSR seront également 10 kg plus légères,

- Les Ford GT auront le boost du turbo réduit dans l'ensemble des tours.

## Engagés
La liste officielle des engagés était composée de 19 voitures, dont 11 en Prototypes et 8 en Grand Touring Le Mans. Les catégories LMP2 et Grand Touring Daytona ne participent pas à cette manche.
D'un point de vue pilotes, il y a quelques changementsː

- Kyle Kaiser (en) est de retour au volant de la Cadillac DPi-V.R de l'écurie Juncos Racing.

- Sébastien Bourdais a remplacé Joey Hand pour cette manche car Joey Hand n'a pas pu prendre part a cette course pour cause de grippe.

## Qualifications
| Pos. | Classe | N°  | Équipe                          | Pilote             | Temps          | Écart     |
| 1    | DPi    | 7   | Acura Team Penske               | Hélio Castroneves  | 1 min 11 s 332 | --        |
| 2    | DPi    | 31  | Whelen Engineering Racing       | Felipe Nasr        | 1 min 11 s 550 | + 0 s 218 |
| 3    | DPi    | 6   | Acura Team Penske               | Juan Pablo Montoya | 1 min 11 s 847 | + 0 s 515 |
| 4    | DPi    | 5   | Mustang Sampling Racing         | João Barbosa       | 1 min 11 s 870 | + 0 s 538 |
| 5    | DPi    | 55  | Mazda Team Joest                | Jonathan Bomarito  | 1 min 11 s 884 | + 0 s 552 |
| 6    | DPi    | 77  | Mazda Team Joest                | Tristan Nunez      | 1 min 12 s 147 | + 0 s 815 |
| 7    | DPi    | 10  | Konica Minolta Cadillac DPi-V.R | Jordan Taylor      | 1 min 12 s 312 | + 0 s 980 |
| 8    | DPi    | 84  | JDC Miller Motorsports          | Simon Trummer      | 1 min 12 s 455 | + 1 s 123 |
| 9    | DPi    | 85  | JDC Miller Motorsports          | Mikhail Goikhberg  | 1 min 12 s 650 | + 1 s 318 |
| 10   | DPi    | 50  | Juncos Racing                   | Kyle Kaiser (en)   | 1 min 12 s 694 | + 1 s 362 |
| 11   | DPi    | 54  | CORE Autosport                  | Jonathan Bennett   | 1 min 13 s 389 | + 2 s 057 |
| 12   | GTLM   | 911 | Porsche GT Team                 | Nick Tandy         | 1 min 16 s 313 | + 4 s 981 |
| 13   | GTLM   | 912 | Porsche GT Team                 | Laurens Vanthoor   | 1 min 16 s 377 | + 5 s 045 |
| 14   | GTLM   | 4   | Corvette Racing                 | Oliver Gavin       | 1 min 16 s 520 | + 5 s 188 |
| 15   | GTLM   | 66  | Ford Chip Ganassi Racing        | Sébastien Bourdais | 1 min 16 s 662 | + 5 s 330 |
| 16   | GTLM   | 3   | Corvette Racing                 | Antonio García     | 1 min 16 s 685 | + 5 s 353 |
| 17   | GTLM   | 67  | Ford Chip Ganassi Racing        | Ryan Briscoe       | 1 min 16 s 874 | + 5 s 542 |
| 18   | GTLM   | 25  | BMW Team RLL                    | Tom Blomqvist      | 1 min 17 s 021 | + 5 s 689 |
| 19   | GTLM   | 24  | BMW Team RLL                    | John Edwards       | 1 min 17 s 236 | + 5 s 904 |

## Course

### Classement de la course
- Les vainqueurs de chaque catégorie sont signalés par un fond jaune.

| Pos | Classe | no  | Écurie                          | Pilotes                            | Châssis                        | Tours | Temps               |
| Pos | Classe | no  | Écurie                          | Pilotes                            | Moteur                         | Tours | Temps               |
| --- | ------ | --- | ------------------------------- | ---------------------------------- | ------------------------------ | ----- | ------------------- |
| 1   | DPi    | 5   | Mustang Sampling Racing         | João Barbosa Filipe Albuquerque    | Cadillac DPi-V.R               | 73    | 1 h 41 min 01 s 368 |
| 1   | DPi    | 5   | Mustang Sampling Racing         | João Barbosa Filipe Albuquerque    | Cadillac 5,5 l V8 Atmo         | 73    | 1 h 41 min 01 s 368 |
| 2   | DPi    | 7   | Acura Team Penske               | Hélio Castroneves Ricky Taylor     | Acura ARX-05                   | 73    | ̟+ 0 s 740           |
| 2   | DPi    | 7   | Acura Team Penske               | Hélio Castroneves Ricky Taylor     | Acura AR35TT 3,5 l V6 Turbo    | 73    | ̟+ 0 s 740           |
| 3   | DPi    | 6   | Acura Team Penske               | Dane Cameron Juan Pablo Montoya    | Acura ARX-05                   | 73    | ̘+ 1 s 873           |
| 3   | DPi    | 6   | Acura Team Penske               | Dane Cameron Juan Pablo Montoya    | Acura AR35TT 3,5 l V6 Turbo    | 73    | ̘+ 1 s 873           |
| 4   | DPi    | 77  | Mazda Team Joest                | Oliver Jarvis Tristan Nunez        | Mazda RT24-P                   | 73    | + 21 s 066          |
| 4   | DPi    | 77  | Mazda Team Joest                | Oliver Jarvis Tristan Nunez        | Mazda MZ-2.0T 2,0 l I4 Turbo   | 73    | + 21 s 066          |
| 5   | DPi    | 84  | JDC Miller Motorsports          | Simon Trummer Stephen Simpson      | Cadillac DPi-V.R               | 73    | + 25 s 483          |
| 5   | DPi    | 84  | JDC Miller Motorsports          | Simon Trummer Stephen Simpson      | Cadillac 5,5 l V8 Atmo         | 73    | + 25 s 483          |
| 6   | DPi    | 31  | Whelen Engineering Racing       | Felipe Nasr Pipo Derani            | Cadillac DPi-V.R               | 73    | + 35 s 280          |
| 6   | DPi    | 31  | Whelen Engineering Racing       | Felipe Nasr Pipo Derani            | Cadillac 5,5 l V8 Atmo         | 73    | + 35 s 280          |
| 7   | DPi    | 50  | Juncos Racing                   | William Owen Kyle Kaiser (en)      | Cadillac DPi-V.R               | 72    | + 1 tour            |
| 7   | DPi    | 50  | Juncos Racing                   | William Owen Kyle Kaiser (en)      | Cadillac 5,5 l V8 Atmo         | 72    | + 1 tour            |
| 8   | GTLM   | 912 | Porsche GT Team                 | Earl Bamber Laurens Vanthoor       | Porsche 911 RSR                | 72    | + 1 tour            |
| 8   | GTLM   | 912 | Porsche GT Team                 | Earl Bamber Laurens Vanthoor       | Porsche 4,0 l Flat-6 Atmo      | 72    | + 1 tour            |
| 9   | GTLM   | 3   | Corvette Racing                 | Antonio García Jan Magnussen       | Chevrolet Corvette C7.R        | 72    | + 1 tour            |
| 9   | GTLM   | 3   | Corvette Racing                 | Antonio García Jan Magnussen       | Chevrolet LT 5,5 l V8 Atmo     | 72    | + 1 tour            |
| 10  | GTLM   | 4   | Corvette Racing                 | Oliver Gavin Tommy Milner          | Chevrolet Corvette C7.R        | 72    | + 1 tour            |
| 10  | GTLM   | 4   | Corvette Racing                 | Oliver Gavin Tommy Milner          | Chevrolet LT 5,5 l V8 Atmo     | 72    | + 1 tour            |
| 11  | GTLM   | 66  | Ford Chip Ganassi Racing        | Sébastien Bourdais Dirk Müller     | Ford GT                        | 72    | Abandon             |
| 11  | GTLM   | 66  | Ford Chip Ganassi Racing        | Sébastien Bourdais Dirk Müller     | Ford EcoBoost 3,5 l V6 Turbo   | 72    | Abandon             |
| 12  | GTLM   | 911 | Porsche GT Team                 | Patrick Pilet Nick Tandy           | Porsche 911 RSR                | 71    | + 2 tours           |
| 12  | GTLM   | 911 | Porsche GT Team                 | Patrick Pilet Nick Tandy           | Porsche 4,0 l Flat-6 Atmo      | 71    | + 2 tours           |
| 13  | GTLM   | 67  | Ford Chip Ganassi Racing        | Ryan Briscoe Richard Westbrook     | Ford GT                        | 71    | + 2 tours           |
| 13  | GTLM   | 67  | Ford Chip Ganassi Racing        | Ryan Briscoe Richard Westbrook     | Ford EcoBoost 3,5 l V6 Turbo   | 71    | + 2 tours           |
| 14  | GTLM   | 25  | BMW Team RLL                    | Tom Blomqvist Connor De Phillippi  | BMW M8 GTE                     | 71    | + 2 tours           |
| 14  | GTLM   | 25  | BMW Team RLL                    | Tom Blomqvist Connor De Phillippi  | BMW S63 4,0 l V8 Bi-Turbo      | 71    | + 2 tours           |
| 15  | DPi    | 55  | Mazda Team Joest                | Harry Tincknell Jonathan Bomarito  | Mazda RT24-P                   | 71    | + 2 tours           |
| 15  | DPi    | 55  | Mazda Team Joest                | Harry Tincknell Jonathan Bomarito  | Mazda MZ-2.0T 2,0 l I4 Turbo   | 71    | + 2 tours           |
| 16  | GTLM   | 24  | BMW Team RLL                    | Jesse Krohn John Edwards           | BMW M8 GTE                     | 71    | + 2 tours           |
| 16  | GTLM   | 24  | BMW Team RLL                    | Jesse Krohn John Edwards           | BMW S63 4,0 l V8 Bi-Turbo      | 71    | + 2 tours           |
| 17  | DPi    | 85  | JDC Miller Motorsports          | Mikhail Goikhberg Tristan Vautier  | Cadillac DPi-V.R               | 38    | + 5 tours           |
| 17  | DPi    | 85  | JDC Miller Motorsports          | Mikhail Goikhberg Tristan Vautier  | Cadillac 5,5 l V8 Atmo         | 38    | + 5 tours           |
| 18  | DPi    | 10  | Konica Minolta Cadillac DPi-V.R | Renger van der Zande Jordan Taylor | Cadillac DPi-V.R               | 30    | Abandon             |
| 18  | DPi    | 10  | Konica Minolta Cadillac DPi-V.R | Renger van der Zande Jordan Taylor | Cadillac 5,5 l V8 Atmo         | 30    | Abandon             |
| 19  | DPi    | 54  | CORE Autosport                  | Jonathan Bennett Colin Braun       | Nissan Onroak DPi              |       | Abandon             |
| 19  | DPi    | 54  | CORE Autosport                  | Jonathan Bennett Colin Braun       | Nissan VR38DETT 3,8 l V6 Turbo |       | Abandon             |

## Pole position et record du tour
- Pole position :  Hélio Castroneves (#7 Acura Team Penske) en 1 min 11 s 332
- Meilleur tour en course :  Pipo Derani (31 Whelen Engineering Racing) en  1 min 11 s 932

## Tours en tête
- no 6 Acura ARX-05 - Acura Team Penske : 12 tours (1-12)[8]
- no 31 Cadillac DPi-V.R - Whelen Engineering Racing : 17 tours (8-24)
- no 50 Cadillac DPi-V.R - Juncos Racing : 14 tours (25-38)
- no 77 Mazda RT24-P - Mazda Team Joest : 6 tours (39-44)
- no 5 Cadillac DPi-V.R - Mustang Sampling Racing : 29 tours (45-73)

## À noter
- Longueur du circuit : 2,704 km
- Distance parcourue par les vainqueurs : 197,392 km